# Themistoklīs Tzīmopoulos
Themistoklīs Tzīmopoulos (in greco: Θεμιστοκλής Τζημόπουλος; Kozani, 20 novembre 1985) è un calciatore greco naturalizzato neozelandese, difensore svincolato.

## Palmarès

### Club

#### Competizioni nazionali
- Souper Ligka Ellada 2: 1

Levadeiakos: 2023-2024 (girone A)